# Семенов Костянтин Ігорович
Костянтин Ігорович Семенов (нар. 15 квітня 1922, Вінниця — 25 березня 1981) — російський радянський сценарист.
Закінчив сценарний факультет Всесоюзного державного інституту кінематографії (1952).
Автор сценаріїв кінокартин:
- 1954 — «Школа мужності» (у співавторстві з Соломоном Розеном);
- 1957 — «Орлятко» (у співавторстві з Віктором Монастирським);
- 1960 — «Петя — Півник» (у співавторстві).